# Гімназія № 19 (Мелітополь)
Мелітопольська гімназія № 19 — загальноосвітній навчальний заклад у місті Мелітополь Запорізької області. Заснована у 1939 році.

## Історія
2003 року директором гімназії була призначена Світлана Володимирівна Мельник.
У грудні 2011 року в гімназії був обладнаний другий комп'ютерний клас, для молодших школярів.

## Міжнародне співробітництво
Гімназія є асоційованим школою ЮНЕСКО.
Гімназія № 19 співпрацює з гімназією Кирила і Мефодія з чеського міста Брно, організовує чеські історико-літературні вікторини, обмінюється з чеською стороною делегаціями школярів.

## Позакласна робота
У гімназії працює «Бельгійський клуб», члени якого беруть участь у різних конференціях з політичних питань, а також самостійно організовують конкурси та конференції. Назва клубу пов'язана з тим, що на обласній конференції «Євроінтеграція України очима молоді», де команда гімназії вперше брала участь, вона представляла країну Бельгію.
У приміщенні гімназії працює караїмська недільна школа.

## Досягнення
Гімназія досягала високих результатів на обласних предметних олімпіадах школярів, особливо з історії, а іноді — і на Всеукраїнських олімпіадах.
Гімназисти успішно беруть участь у міжнародному математичному конкурсі «Кенгуру» і конкурсах Малої академії наук.
Команди гімназії досягали успіху на Всеукраїнських змаганнях юних журналістів та юних істориків, обласному конкурсі юних інспекторів дорожнього руху.

## Традиції
У гімназії розвинене учнівське самоврядування. Учні обирають президента гімназії шляхом таємного голосування на дворічний термін.
З 2011 року в гімназії проводиться щорічний конкурс «Учень року», на якому гімназисти змагаються в знаннях і у виконанні творчих номерів.

## Відомі вчителі
- Леонід Миколайович Мимрик (нар. 1947) — вчитель музики в СШ № 19 в 1970–1980 роках, Заслужений вчитель України[16]
- Валентина Степанівна Повіляй — завуч гімназії в 1999–2002 роках, Відмінник освіти України (1982), Заслужений вчитель України (1994), володар Медалі Макаренко (1990)[17]
- Марина Міщенко — вчитель історії, Відмінник освіти України (2007)[18]
- Олена Камінська — викладач української мови та літератури, переможець обласного конкурсу «Учитель року» (2009)[19]